# Cules la Innobilarea Boabelor

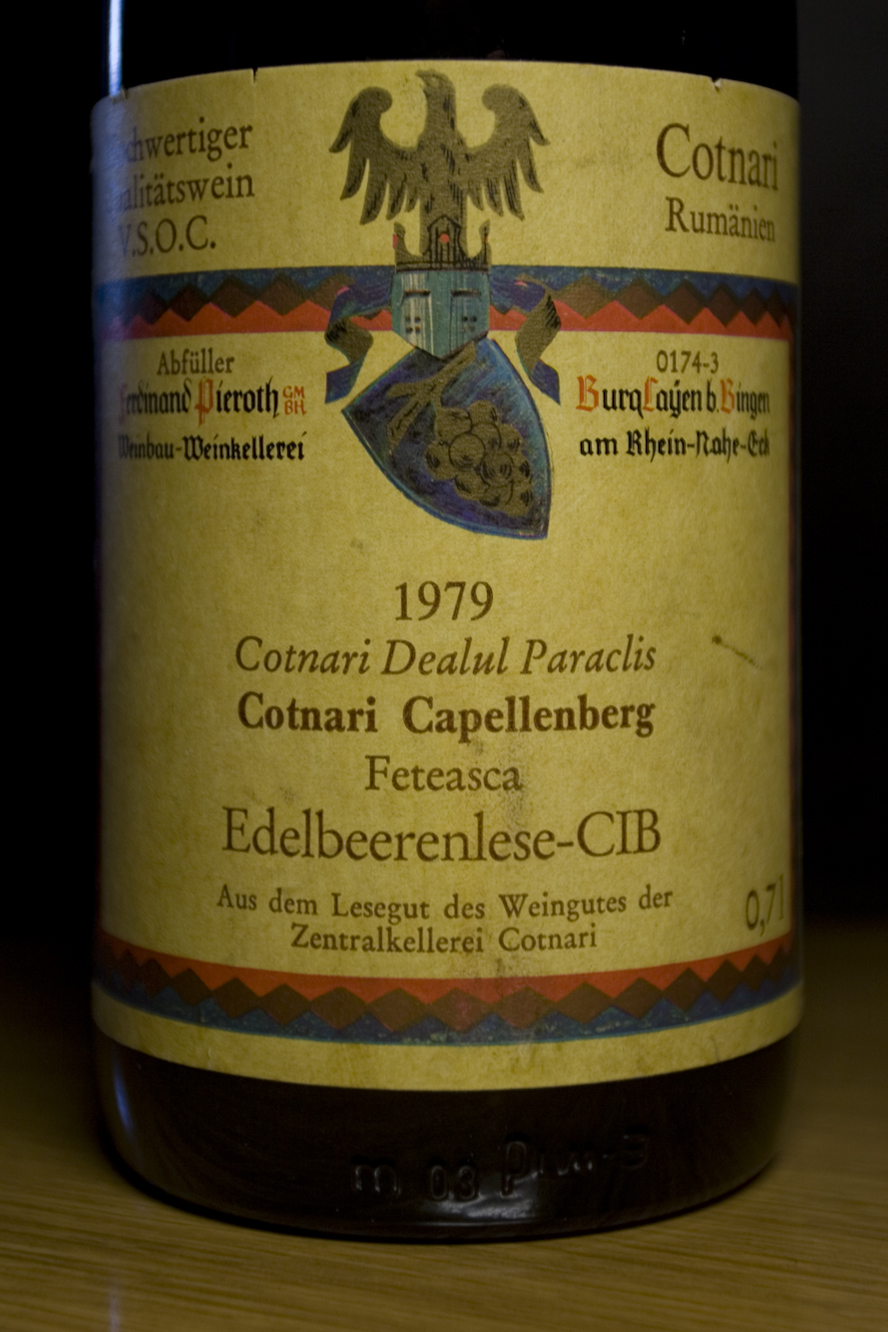
1979er Cotnari Dealul Paraclis Fetească CIB

Cules la Innobilarea Boabelor (abgekürzt CIB) ist eine Bezeichnung für hochwertige rumänische Prädikatsweine. Es steht sinngemäß für „edelfaule Beerenauslese“ oder auch „Ausbruch“. 
CIB wird innerhalb der rumänischen Klassifizierung D.O.C. („Vin cu denumire de origine controlată“) eingeordnet.
CIB-Weine werden aus Trauben hergestellt, die mindestens überreif sind, wobei der größere Anteil rosinierte Trockenbeeren sein müssen. Das sind edelfaule Weintrauben,  die an der Rebe von Grauschimmelfäule (Botrytis cinerea) befallen wurden. Der Pilz ruft im Herbst besonders bei Nebel und feuchtwarmem Wetter an reifen Trauben die so genannte Edelfäule hervor. Durch den Pilz wird die Haut der Beeren durchlässig, so dass sie austrocknen können, wodurch der Zucker auf natürliche Weise konzentriert wird. Die Beeren werden bei der Weinernte per Hand ausgelesen.
Der Mostzuckergehalt für CIB-Wein muss mindestens 260 Gramm je Liter betragen, was einem Mostgewicht von rund 108 Grad Oechsle entspricht.